# Región del Altiplano
Altiplano (Plateaux en francés) es una de las cinco regiones de Togo. Atakpamé es la capital regional. Es la región más grande y tiene la segunda mayor población después de la región Marítima. Otras ciudades importantes de Altiplano son Kpalimé y Badou.

## Prefecturas

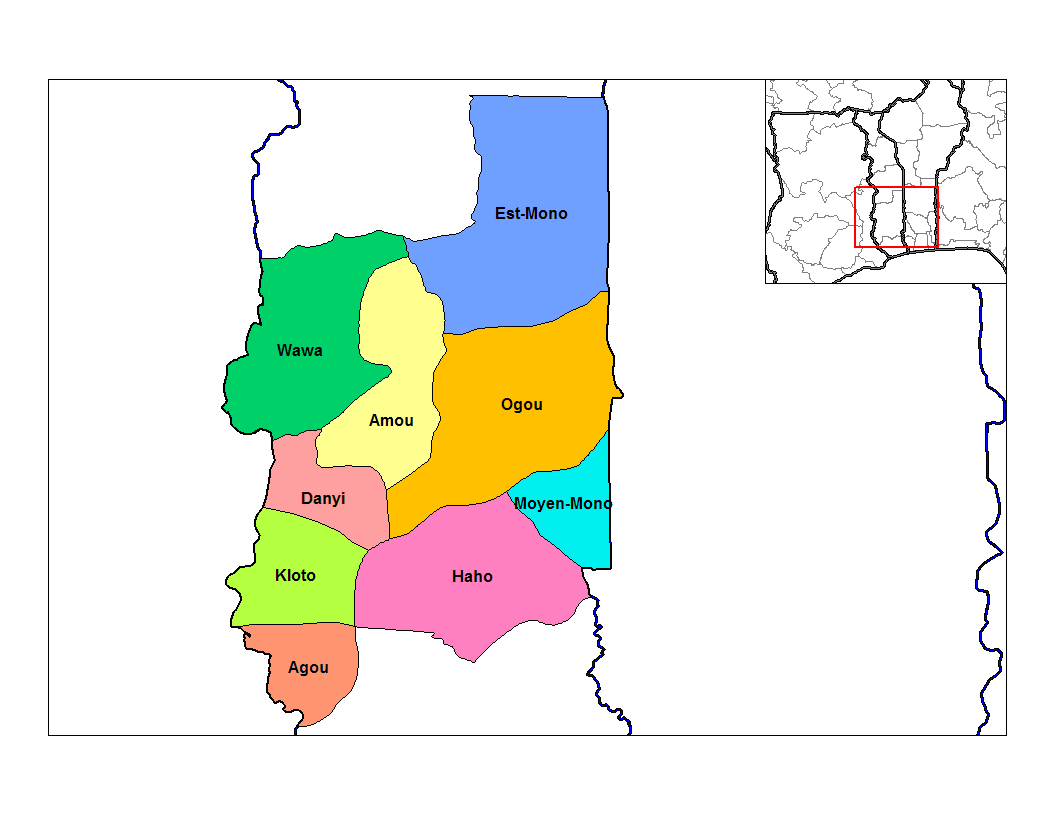
Prefecturas del Altiplano

- Agou.
- Amou.
- Danyi.
- Est-Mono.
- Haho (prefectura).
- Moyen-Mono.
- Ogou.
- Wawa

- Datos: Q316306
- Multimedia: Plateaux Region / Q316306